# 시마론 (1931년 영화)
시마론(Cimarron)은 소설 시마론을 바탕으로 한, 웨슬리 러글즈 감독의 1931년 프리코드 영화이다.

## 줄거리
1889년 오클라호마 토지 쟁탈전은 수천 명의 사람들이 무료 정부 토지를 차지하기 위해 오클라호마 준주로 여행하게 만들었다. 얀시 크라바트와 그의 젊은 신부 사브라는 캔자스에서 국경을 넘어 군중과 합류한다. 이어진 경쟁에서 얀시는 젊은 매춘부 딕시 리에게 속아 자신이 노리던 베어 크릭 부지라는 최고의 부동산을 빼앗긴다.
목장 설립 계획이 좌절되자 얀시는 오세이지의 붐 타운으로 이주하여 지역 신문의 이전 발행인을 살해한 무법자 론 윤티스와 대결하고 그를 죽인다. 자신도 출판 경험이 있는 얀시는 주간 신문인 오클라호마 위그왐을 창간하여 국경 캠프를 존경할 만한 마을로 만드는 데 도움을 준다. 크라바트 부부의 딸 도나가 태어난 후, "더 키드"가 이끄는 무법자 갱단이 오세이지를 위협하는데, 이들은 얀시의 옛 지인이었다. 마을을 구하기 위해 얀시는 더 키드와 대결하여 그를 죽인다.
더 키드를 죽인 죄책감에 시달린 얀시는 사브라와 자녀들을 떠나 체로키 스트립을 개척하기 위한 또 다른 토지 쟁탈전을 쫓아간다. 그가 떠난 후 사브라는 위그왐의 발행을 맡고, 5년 후 미국-스페인 전쟁에 참전한 얀시가 돌아올 때까지 자녀들을 키운다. 그녀에게가 아니라, 공공 질서 문란 혐의로 기소된 딕시 리를 변호하고 무죄를 선고받을 수 있도록 제때 돌아온다.
오세이지는 계속 성장하고, 1907년에 주가 되고 1900년대 초 오일 붐의 혜택을 받는 오클라호마 준주도 마찬가지다. 정착민들과 함께 번성하는 것은 얀시가 자신의 신문 사설을 통해 지지하는 아메리카 원주민 부족들이다. 그는 다시 몇 년 동안 오세이지에서 사라진다. 당시 사브라는 아들이 인디언 여자와 관계를 맺고 있음에도 불구하고 격렬하게 반-아메리카 원주민주의자였다.
몇 년 후 사브라는 오클라호마 주에서 첫 여성 국회의원이 되어, 그때쯤 인디언 며느리의 미덕을 칭찬하게 된다.
사브라와 얀시는 그가 치명적인 폭발에서 수많은 석유 시추공을 구출한 후 그녀가 그의 곁으로 달려가면서 마지막으로 재회한다. 그는 그녀의 품에서 죽는다.

## 캐스팅
- 리차드 딕스 (Richard Dix) - 얀세이 크라바트
- 아이린 던 (Irene Dunne) - 사브라 크라바트 베나블
- 에스텔 테일러 (Estelle Taylor) - 딕시 리

## 수상
제4회 아카데미상 (1930~31년) 기준
| 상 이름    | 결과 | 대상자                             |
| ---------- | ---- | ---------------------------------- |
| 작품상     | 수상 | RKO 라디오 (레이크 르브론, 제작자) |
| 감독상     | 후보 | 웨슬리 러글즈                      |
| 남우주연상 | 후보 | 리처드 딕스                        |
| 여우주연상 | 후보 | 아이린 던                          |
| 각색상     | 수상 | 하워드 에스터브룩                  |
| 미술상     | 수상 | 맥스 리                            |
| 촬영상     | 후보 | 에드워드 크론자거                  |